# Maraton
 Ovo je glavno značenje pojma Maraton. Za druga značenja pogledajte Maraton (razdvojba).
Maraton je najduža trkačka atletska disciplina. Maratonska utrka se standardno izvodi na dionici od 42,195 km. Općenito se maraton smatra najtežom atletskom disciplinom ali i jednom od najtežih sportskih disciplina uopće. Radi se o disciplini ustrajnog trčanja, prema nomenklaturi 15. antičkih Olimpijskih igara.

## Povijest maratona
Naziv 'maraton' potječe iz legende o grčkom vojniku Filipidu, koji je trčao od polja Maratona do Atene da bi objavio pobjedu grčke vojske nad Perzijancima. Prema toj, povijesno nepotvrđenoj priči, Pheidippides je neposredno nakon što je stigao u Atenu od napora preminuo. Nema dokaza da se događaj zaista i odigrao, primjerice povjesničar Herodot piše da je Pheidippides trčao iz Atene do Sparte. Verzija u kojoj je trčao od Marathona se javlja u Plutarhovom djelu iz 1. stoljeća. Procjena je da je udaljenost od Marathonskog polja, odnosno mjesta bitke pa do Atene oko 34,5 km.
Na ideju organizacije takve utrke je došao Michel Bréal, koji je predložio da se utrka stavi u program I. Olimpijskih igara u Ateni 1896. godine. Ideju su podržali i Pierre de Coubertin, otac modernih Igara, kao i sami organizatori igara, Grci. Prvi maraton u povijesti nije ipak bio onaj na samim Igrama, jer su primjerice Grci ranije organizirali izborno natjecanje za nastup na Olimpijadi. Na tom je prvom maratonu pobijedio Charilaos Vasilakos u vremenu 3 sata i 18 minuta.
Spiridon "Spiros" Louis je u toj utrci bio peti, ali je kasnije pobijedio na prvom Olimpijskom maratonu u vremenu 2 sata, 58 minuta i 50 sekundi. Ženski maraton je uveden u program igara dosta kasnije, na OI u Los Angelesu 1984. godine.

## Dionica maratona
Prvi maratoni su se održavali na različitim udaljenostima, ovisno o konfiguraciji terena, te su varirali između 40 i 42 km. Tek je od 1921. godine Međunarodna atletska federacija prihvatila udaljenost od 42,195 kao standardnu. Najčešće se maratoni održavaju na dionicama od 40 ili 45 km, samo u iznimnim situacijama na 62 km.

## Maratonci i maratonska utrka
Maratonska utrka je od početaka smatrana disciplinom namijenjenom samo najspremnijim atletičarima. Međutim, razvojem teorije treninga ali i sve većom popularnošću rekreativnog trčanja pokazalo se, da uz pravilnu pripremu otrčati maraton i nije preveliki izazov. Štoviše, većina atletskih trenera danas smatra, da nema razloga da bilo koja osoba, uz pretpostavku da je zdrava te uloži u trening veliku dozu upornosti i rada, može relativno dobro i bez straha od posljedica (premorenosti, ozljeda) odraditi tu utrku.
Tipičan program treninga za maratonsku utrku traje od 4 do 6 mjeseci, tijekom kojeg atletičar barem 5 puta tjedno trči na dionicima 5-20 km po treningu, ovisno o nivou natjecanja i ciljanom rezultatu. Najbolji atletičari se polako bliže magičnoj granici od 2 sata za utrku, dok se za prosječnog rekreativca svako vrijeme ispod 4 sata smatra solidnim. Na većini maratona je postavljena granica od 5 ili 6 sati nakon koje se staza zatvara, a atletičari pristigli iza tog vremena ne ulaze u službeni redoslijed.
Maratonske utrke se danas održavaju u velikom broju na svim kontinentima. Na poznatijim maratonima (primjerice u Bostonu, New Yorku, Londonu, Tokiju itd.) nije rijetkost da nastupi po nekoliko desetaka tisuća natjecatelja. U Hrvatskoj se održava nekoliko maratonskih utrka od kojih su najpoznatije Zagrebački maraton i Plitvički maraton.
Razvoj dugoprugaškog trčanja došao je do te mjere, da maraton odavno nije najduža dionica na kojoj se natječu dugoprugaši. Poznat je koncept ultramaratona, kada se dionice kreću od 50 pa do 100 km ili čak 100 milja. Poznate su i višednevne ultramaratonske utrke. Ove discipline nisu olimpijski sportovi, već spadaju u red ekstremnih sportova. U Hrvatskoj su najpoznatiji ultramaratoni Zagreb - Čazma (62km), Forrest Gump – 12-satni ultramaraton (prva hrvatska vremenska ultra) i višednevni ultramaraton Zagreb - Vukovar (344km), koji je ipak memorijalnog karaktera. Prema Stjepanu Stolniku supermaratoni su utrke duljine od 50km i više, a ultramaratoni su utrke duljine od 100km i više.
"Čovjek protiv konja" maraton održava se od 1980. Samo u dva izdanja je trkač uspio pobijediti konja.
Usporedba rekorda staze maratona u Hrvatskoj
|   | Plitvički maraton | Zagrebački maraton |
| - | ----------------- | ------------------ |
| M |                   |                    |
| Ž |                   |                    |

### "Hamburg" maraton
Prvi "HAMBURG" maraton u Hrvatskoj je Vukovarski "HAMBURG" maraton koji je pokrenut 2021. u Vukovaru.

## Svjetski rekordi
Kako je svaka staza na kojoj se održava maraton specifična po konfiguraciji staze, ostvareni rezultati na različitim stazama ponekad nisu sasvim usporedivi. Stoga se dulje vrijeme u maratonskim utrkama vodilo samo 'najbolje svjetsko vrijeme' ali ne i službeni rekordi.
Službeni svjetski rekordi se službeno vode tek od 1. siječnja 2004. godine. Toga dana su dotadašnja najbolja vremena i službeno proglašena svjetskim rekordima. Kod muškaraca rekord iznosi 2 sata, 2 minute i 57 sekunde, a postavio ga je na utrci u Berlinu, Dennis Kimetto iz Kenije 28. rujna 2014. godine. Kod žena se vode dva rekorda: jedan postavljen u utrci s muškarcima (koji onda jasno pospješuju ritam trkačice) te rekord u utrci u kojoj sudjeluju samo žene. Oba rekorda drži Paula Radcliffe iz Velike Britanije. Prvi rekord (mješovita utrka) je s maratona u Londonu 13. travnja 2003. godine, i iznosi 2 sata, 15 minuta i 25 sekundi. Drugi rekord (ženska utrka) iznosi 2 sata, 17 minuta i 42 sekunde, istrčan 17. travnja 2005. godine, također u Londonu.
Najboljim trkačima na svijetu smatraju se Tarahumara Indijanci (foot runners), čija su dva pripadnika, Tomás Zafíro i Leoncio San Miguel, u dokumentiranom maratonu 1926., pretrčala 100 km (62,5 milja) od Pachuce do Mexico Cityja za 9 sati i 37 minuta.
Razvoj najboljih svjetskih rezultata u maratonu pogledajte u članku razvoj najboljeg rezultata u maratonu.